# Сандерс, Джордж (художник)
Джордж Сандерс (англ. George Sanders; 1774, Kinghorn, Файф — 26 марта 1846[…], Лондон) — британский шотландский художник-портретист. Дядя и учитель Кристины Робертсон, художницы-портретистки, которая долго работала в Санкт-Петербурге при русском дворе.

## Биография
Родился в 1774 году в Файфе. В юности переехал в Эдинбург, где поступил в ученики к художнику по фамилии Смитон, а затем работал художником-миниатюристом, рисовальщиком и художником-иллюстратором. В этот период он также создал панораму Эдинбурга.
Не позднее 1807 года Сандерс приехал в Лондон, где, проработав несколько лет портретным миниатюристом, переключился на обычные портреты, которые быстро вошли в моду у лондонской публики. Сандерс получал за свои работы большие гонорары, так, за портрет лорда Лондондерри его гонорар составил 800 фунтов. Ему позировали представители британской аристократии, в том числе представители семействаЧерчиллей, герцогов Мальборо. С портретов Сандерса другими художниками исполнялись гравюры, пользовавшиеся определённой популярностью.
Сандерс написал несколько портретов лорда Байрона, из которых первый, датированный 1807 годом, в гравированном виде был размещён на фронтисписе «Сочинений» Байрона 1832 года издания. Другой был создан в 1831 году, а третий, миниатюрный — по заказу сестры Байрона, Августы Ли.
Только в 1834 году Сандерс выставил свои работы в Королевской академии, прислав на ежегодную академическую выставку пять портретов, которые подверглись критике со стороны его коллег-художников.
Сандерс часто бывал в континентальной Европе и делал акварельные копии знаменитых картин голландских и фламандских мастеров; двадцать три из них сейчас находятся в Национальной галерее Шотландии.
Художник Джордж Сандерс скончался в Лондоне в 1846 году.

## Галерея

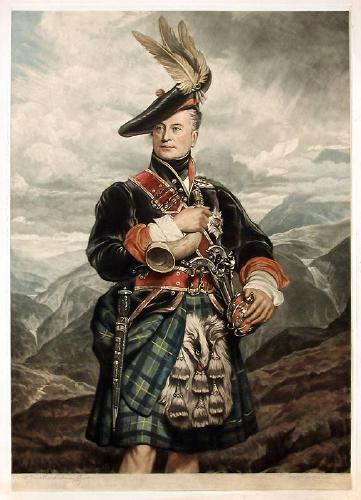
Генерал Джордж Дункан Гордон, 5-й герцог Гордон
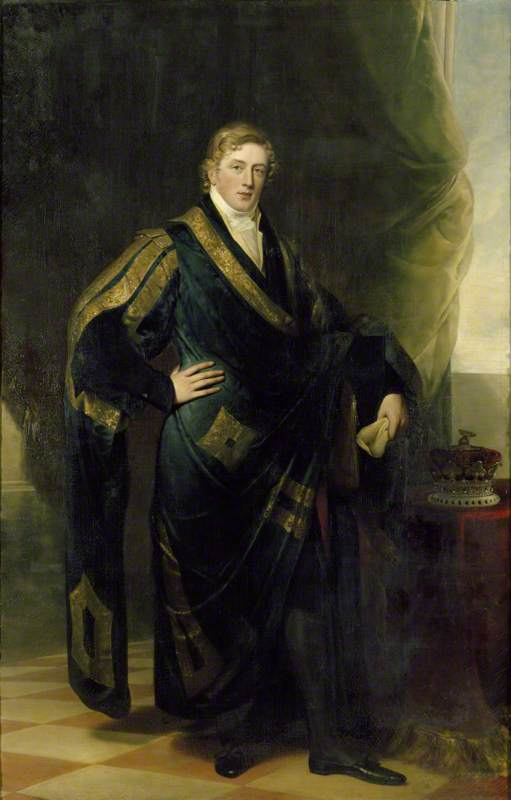
Джордж Джон Фредерик Сэквилл, 4-й герцог Дорсет
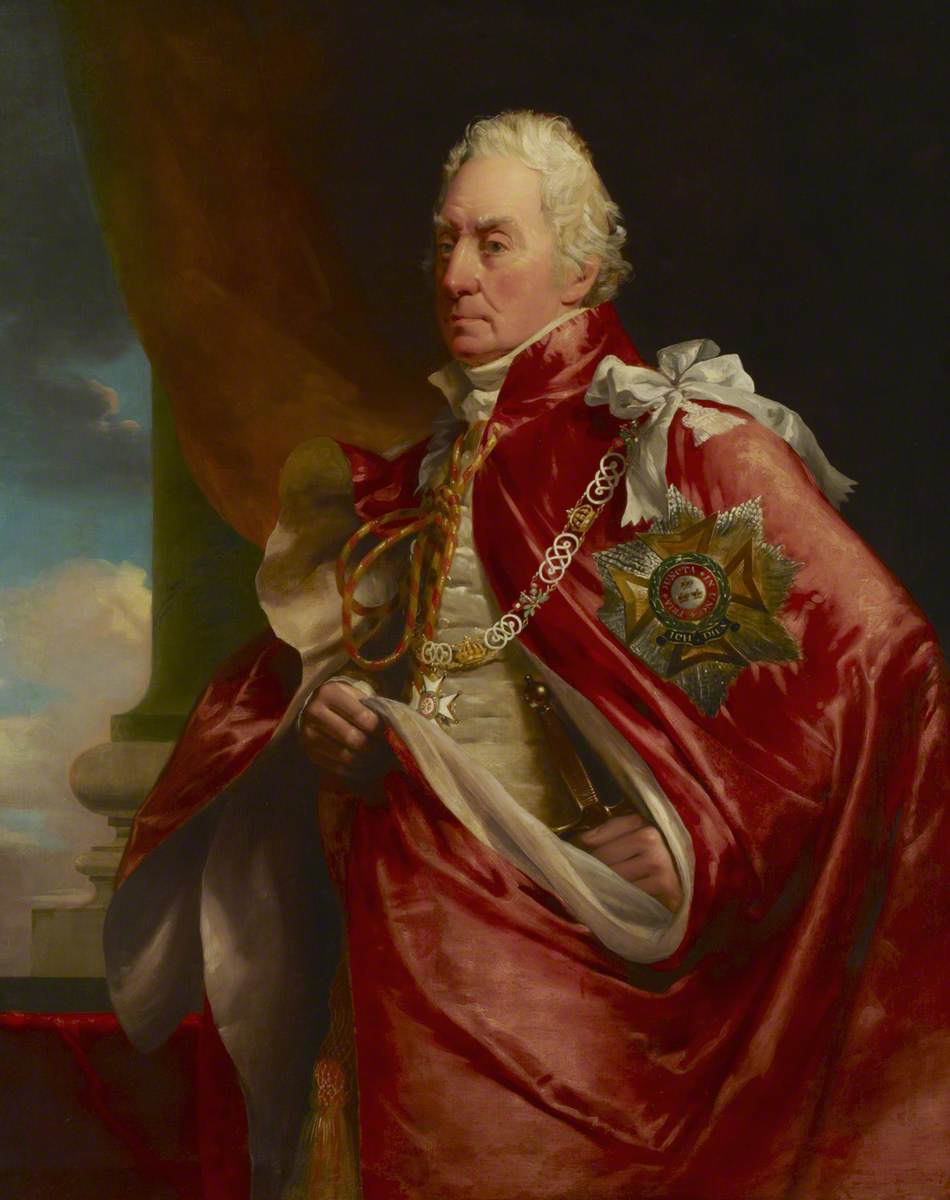
Адмирал Джордж Кейт Элфинстон, 1-й виконт Кейт
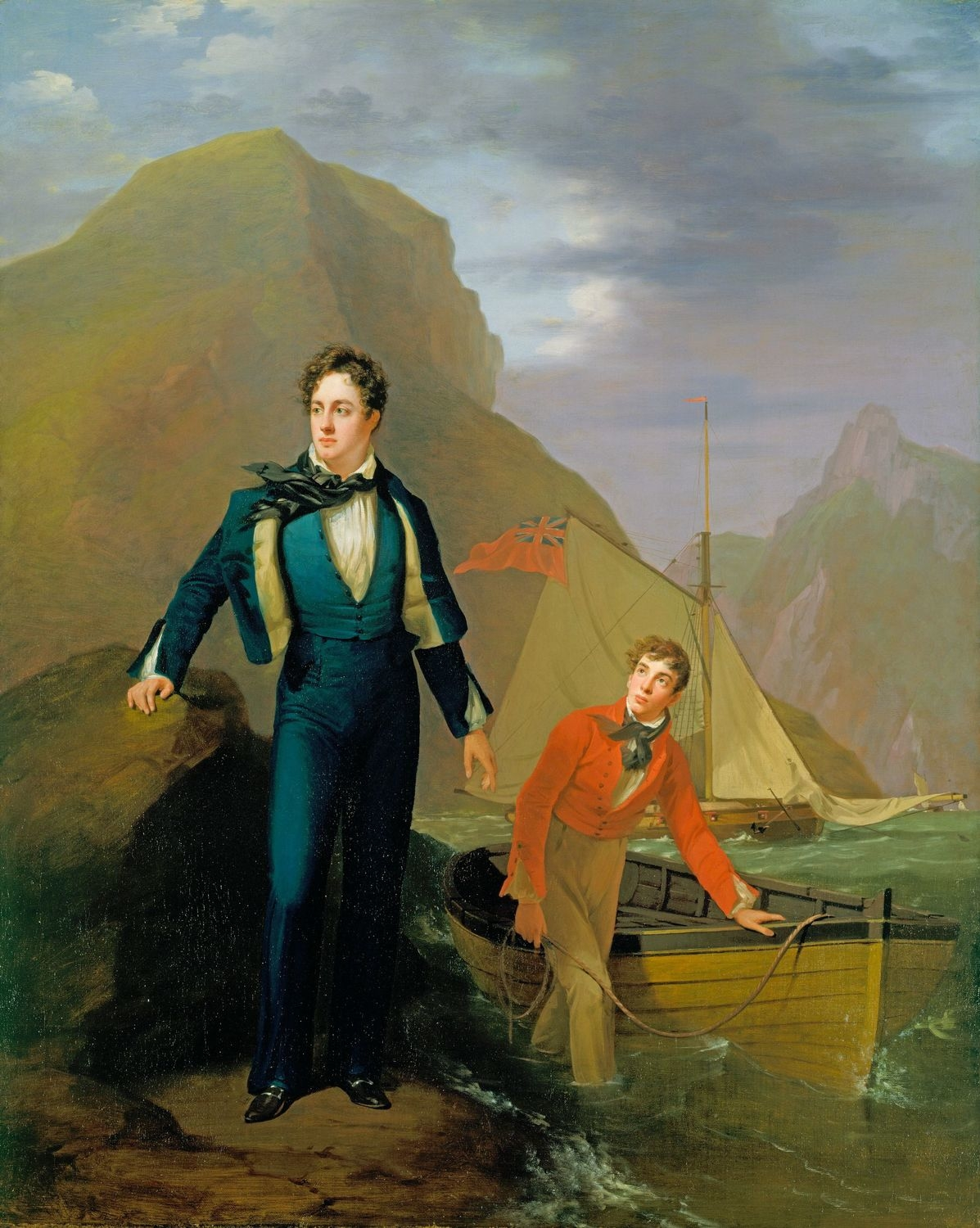
Лорд Байрон со слугой
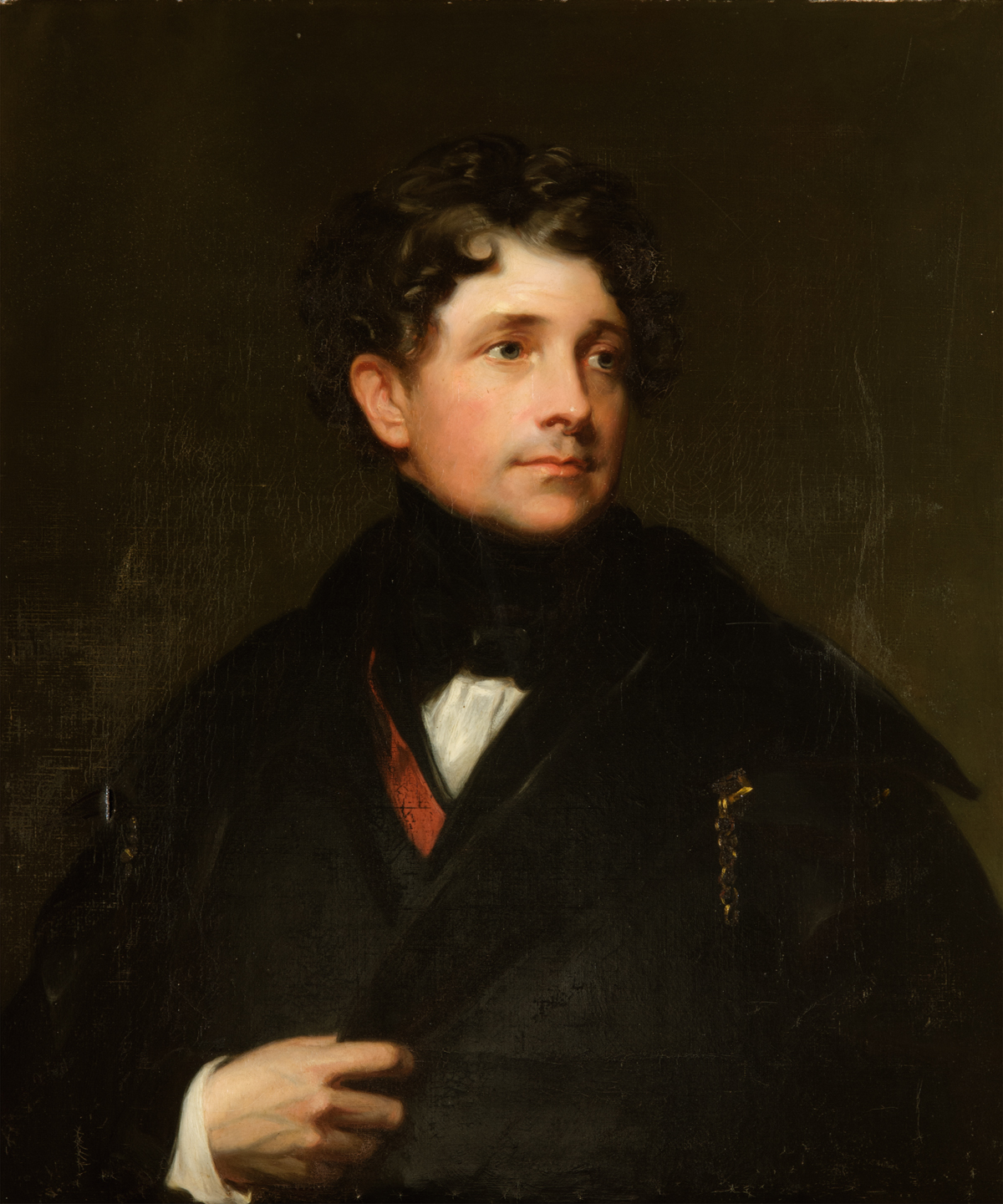
Генерал-лейтенант сэр Томас Брэдфорд
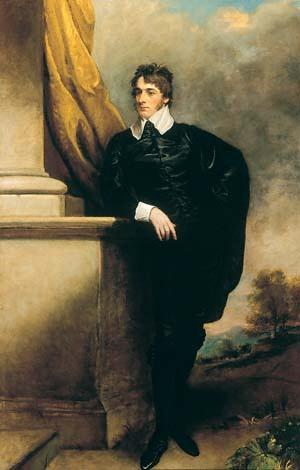
Уильям Ноэл-Хилл, третий барон Бервик
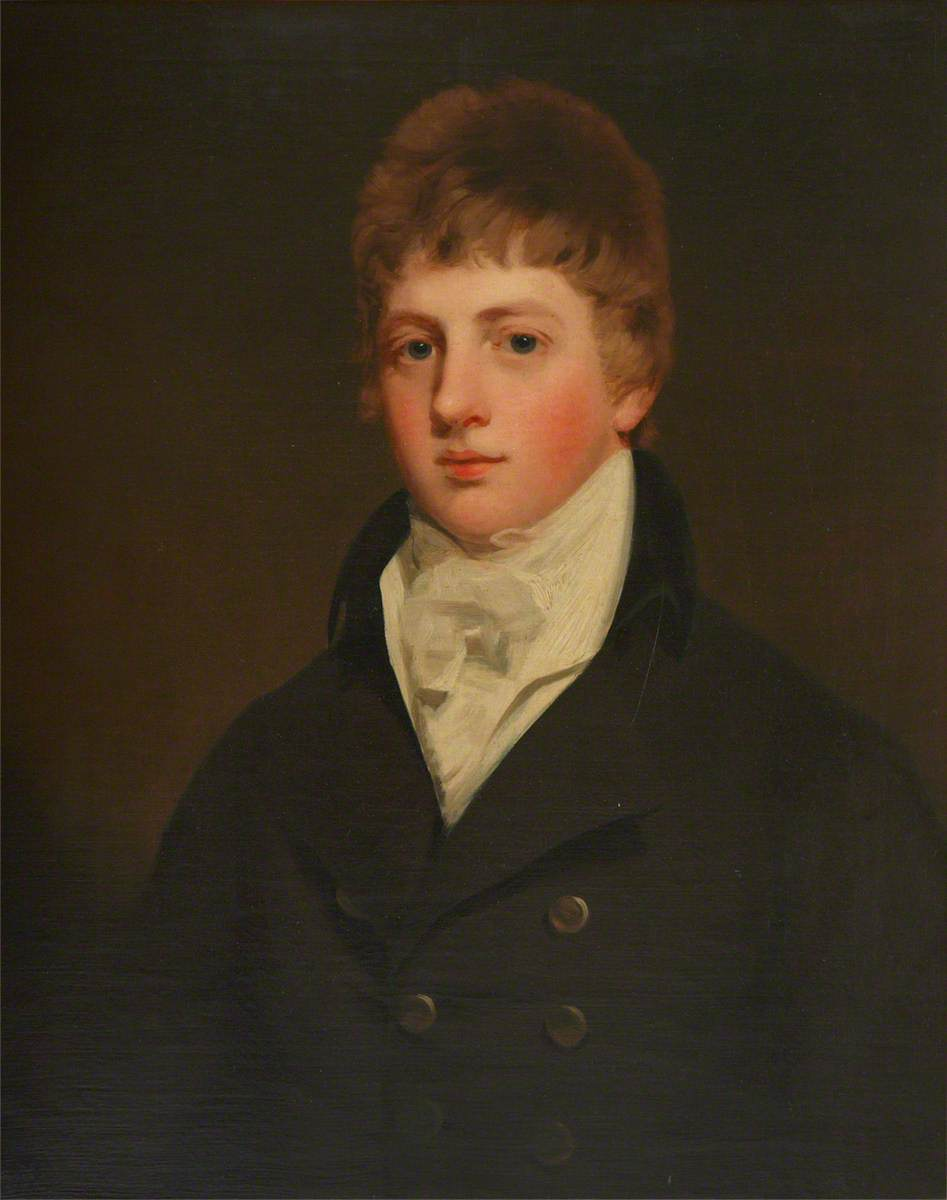
Уильям Кавендиш в 16-летнем возрасте